# Yueliang daibiao wo de xin
Yuèliang dàibiǎo wǒ de xīn (chinesisch 月亮代表我的心), international bekannt unter dem englischen Titel The Moon Represents My Heart, ist ein chinesisches Lied der Autoren Sun Yi und Weng Ching-hsi, das 1977 in der Version der taiwanesischen Sängerin Teresa Teng bekannt wurde.

## Entstehung
Das Lied wurde von den Songwritern Sun Yi (Text, 孫儀) und Weng Ching-hsi (Musik, 翁清溪) geschrieben. Die taiwanesische Sängerin Chen Fen-lan (陳芬蘭) nahm es erstmals 1973 für ihr Album Mengxiang (夢鄉 – „Träumen von der Heimat; Heimatträume“) auf, doch Chen zog sich kurz nach der Veröffentlichung aus der Öffentlichkeit zurück und erst 1977 wurde das Lied in der Version von Teresa Teng ein Publikumserfolg.
Liedtexter Sun Yi klagte 2010 gegen die Plattenfirma Leico Record wegen der Zahlung von Tantiemen für 127 seiner Texte, darunter Yuèliang dàibiǎo wǒ de xīn. Doch das Oberste Gericht Taiwans bestätigte 2012 letztinstanzlich, dass Sun Yi die Nutzungsrechte an seinen Werken 1980 verkauft hatte und ihm daher keine Tantiemen zustanden.

## Musik und Text
In der Ballade antwortet die Sängerin auf die Frage, wie groß ihre Liebe sei. Sie vergleicht sie daraufhin mit dem Mond als Zeichen der Ewigkeit und Wahrhaftigkeit.

## Rezeption und Bedeutung
Die New York Times und BBC News bezeichneten The Moon Represents My Heart als einen der bekanntesten chinesischen Popsongs aller Zeiten. Das Lied gilt als „Klassiker“ und ist bei Chinesen auf der ganzen Welt bekannt. Es ist auch eine populäre Wahl für Karaoke. Yuèliang dàibiǎo wǒ de xīn wurde weltweit von bekannten Musikern gecovert, darunter Nana Mouskouri, Katherine Jenkins, Leslie Cheung, Faye Wong, Siti Nurhaliza, Andy Lau, Jon Bon Jovi, David Archuleta und Kenny G. Fremdsprachige Versionen gibt es etwa auf Koreanisch (Kim Hyun-jung – 인연 Inyeon [2001]) und auf Vietnamesisch (Ninh Cát Loan Châu – Ánh trăng lẻ loi [2003] und Lương Bích Hữu – Ánh trăng hiểu lòng em [2014]).
Bis in die späten 1970er-Jahre war ausländische Musik in der Volksrepublik China verboten. Dies änderte sich mit der Öffnungspolitik unter Deng Xiaoping ab 1978. Dadurch konnte ausländische Musik, angefangen bei Gangtai-Musik (aus Hongkong und Taiwan), im Land Fuß fassen. Yuèliang dàibiǎo wǒ de xīn wurde zu einem der ersten populären ausländischen Lieder. Im darauffolgenden Jahrzehnt revolutionierten Tengs Lieder die populäre Musik in China: Ihr weicher, melodiöser und oft flüsternd-zurückhaltender Gesang galt damals als das Ideal der Gangtai-Musik. Dieser Stil stand in starkem Kontrast mit den „offiziellen“ Liedern der Volksrepublik China und hatte große Wirkung auf das Publikum. Innerhalb weniger Monate wurde das Land geradezu mit Tengs Musik überflutet. Dabei wird The Moon Represents My Heart oft als eines ihrer populärsten Lieder genannt. Vor Tengs Durchbruch waren derartige romantische Lieder in der Volksrepublik China als bürgerlich und dekadent verpönt. Yuèliang dàibiǎo wǒ de xīn brachte etwas völlig Neues: eine persönliche, individuelle Welt, die im Gegensatz zu den vorherrschenden kollektiven Ideen stand.

## Belege
1. 1 2  Leico Record (chinesisch 麗歌唱片 / 丽歌唱片, Pinyin Lìgē Chàngpiàn, amtlich Leico Record Factory Co., Ltd. 麗歌唱片廠股份有限公司 / 丽歌唱片厂股份有限公司, kurz 麗歌唱片公司 / 丽歌唱片公司) ist ein 1969 gegründetes Plattenlabel aus Taiwan und hat historisch verschiedene Labelnamen wie Leeco oder Leico. Das 1910 gegründete Plattenlabel Regal Record (麗歌唱片 / 丽歌唱片,  Lìgē Chàngpiàn) (auf dem Plattenmarkt erst 1914) aus der Zeit der Republik Chinas (1912–1949) ist hingegen ein Tochterunternehmen der britischen EMI mit amerikanischem Ursprung vom Columbia Phonograph Company (美國留聲機和唱片製造、出版企業 / 美国留声机和唱片制造、出版企业). Das Label Regal Record hat im Chinesischen dieselbe umgangssprachliche Firmenbezeichnung (麗歌唱片[公司] / 丽歌唱片[公司],  Lìgē Chàngpiàn [Gōngsī]) wie Leico Record und sollte nicht mit dieser verwechselt werden.
  - 麗歌唱片廠股份有限公司 – Leico Record Factory Co., Ltd. 統編 – Registernummer: 12017786; 代表人 – Amtlich vertreten durch: 李春祥 Lǐ Chūnxiáng. In: twincn.com. 台灣公司網 – „Taiwan-Firmen-Netz“, abgerufen am 4. November 2023 (chinesisch, Infos zur Unternehmenregistrierung von „Leico Record“ in Taiwan; Namen mittels Pinyin-Umschrift erzeugt und müssen nicht der amtlichen Namensschreibung entsprechen).
  - 麗歌唱片廠. 麗歌唱片廠股份有限公司 – (Leico Record Factory Co., Ltd.) Taiwanese Record Company. Established in 1969. In: discogs.com. Discogs, abgerufen am 4. November 2023 (chinesisch, englisch, Infos zu „Leico Record“ – 麗歌唱片 / 丽歌唱片,  Lìgē Chàngpiàn – aus dem Jahr 1969;).
  - 丽歌唱片. 英文名称 – Regal Record. In: zgbk.com. 中國大百科全書 – About China, abgerufen am 4. November 2023 (chinesisch, Infos zu „Regal Record“ – 麗歌唱片 / 丽歌唱片,  Lìgē Chàngpiàn – aus dem Jahr 1910;).
2. ↑  月亮代表我的心作詞者 爭著作權敗訴. In: Liberty Times Net. 自由時報電子報, 1. Dezember 2012, abgerufen am 6. Oktober 2023 (chinesisch (Taiwan)).
3. ↑  陳芬蘭 – 夢鄉 bei Discogs, abgerufen am 6. Oktober 2023.
4. ↑  張夢瑞: 台灣的「美空雲雀」──陳芬蘭 – 台灣光華雜誌. In: Taiwan Panorama. März 2001, abgerufen am 6. Oktober 2023 (chinesisch (Taiwan)).
5. ↑  Lyricist of famous pop songs loses claim to copyright. In: Taipei Times. 3. Dezember 2012, abgerufen am 18. Oktober 2023.
6. 1 2 3  Tessa Wong: Jon Bon Jovi takes on Chinese classic love song. BBC News, 20. August 2015, abgerufen am 6. Oktober 2023 (englisch).
7. ↑  Alexandra A. Seno: Cantopop: Lauding Hong Kong’s homegrown music. In: The New York Times. 21. November 2007, abgerufen am 15. Oktober 2023 (englisch).
8. 1 2  Suzanne Sng: Andy Lau turns 60, treats fans to mini online concert. In: Asia One. 27. September 2021, abgerufen am 6. Oktober 2023 (englisch).
9. ↑  华语经典三十年——《月亮代表我的心》. In: CRI Online. 18. August 2011, archiviert vom Original am 13. März 2017; abgerufen am 6. Oktober 2023 (chinesisch).
10. ↑  Elrica Tanu: Teresa Teng tribute. In: AsiaOne. 29. September 2010, archiviert vom Original am 6. Oktober 2010; abgerufen am 15. Oktober 2023.
11. ↑  The other languages. In: Site québécois de Nana Mouskouri. Abgerufen am 15. Oktober 2023 (englisch).
12. ↑  Katherine Jenkins – Home Sweet Home bei Discogs, abgerufen am 15. Oktober 2023.
13. ↑  Tham Ai Mei: Sadness behind the smile. In: The Star. 15. September 2005, archiviert vom Original am 6. April 2012; abgerufen am 15. Oktober 2023.
14. ↑  Jodie Tanco: 4 Chinese Songs from your Chinoy Childhood. In: Chinoy TV 菲華電視台. 14. November 2020, abgerufen am 15. Oktober 2023 (englisch).
15. ↑  Kenny G – Love Ballads (2008) bei Discogs, abgerufen am 15. Oktober 2023.
16. ↑  Soundtracks. In: Kim Hyun-jung Official Website. Abgerufen am 18. Oktober 2023 (koreanisch).
17. ↑  Paris By Night Karaoke 44 "Nửa Vầng Trăng" (DVD9). In: Thuy Nga Online. Abgerufen am 18. Oktober 2023 (vietnamesisch).
18. 1 2  Nimrod Baranovitch: China’s new voices: popular music, ethnicity, gender, and politics, 1978-1997. University of California press, Berkeley (Calif.) 2003, ISBN 978-0-520-23449-9, S. 10–13.
19. ↑  Sheryl Wudunn: Teresa Teng, Singer, 40, Dies; Famed in Asia for Love Songs. In: The New York Times. 10. Mai 1995, ISSN 0362-4331 (nytimes.com [abgerufen am 6. Oktober 2023]).
20. ↑  Teresa Teng: Alive in the Hearts of Chinese Around the World. China Internet Information Center, 9. Mai 2005, abgerufen am 6. Oktober 2023 (englisch).
21. ↑  Terrific Teresa Teng tribute at corporate night. In: The Star. 18. September 2005, archiviert vom Original am 6. April 2012; abgerufen am 15. Oktober 2023 (englisch).
22. ↑  Cindy Sui: Hidden love. In: Taipei Times. 27. November 2010, abgerufen am 15. Oktober 2023 (englisch).
23. ↑  Michael Berry: Speaking in Images: Interviews with Contemporary Chinese Filmmakers. 1. Auflage. Columbia University Press, New York 2005, ISBN 978-0-231-13331-9 (englisch, eingeschränkte Vorschau in der Google-Buchsuche).